# Renault UE 57
Renault UE 57, или 6-pdr Renault UE — прототип истребителя танков на базе французского бронетранспортёра-тягача, сконструированный на территории Великобритании силами Свободной Франции.

## История создания
Во время эвакуации французских войск и Британского экспедиционного корпуса на Британские острова в период Французской кампании, начатой странами Оси, в Великобританию попала малая часть французской бронетехники, среди которой были бронетранспортёры Renault UE 2.
В 1943 году силами Свободной Франции было принято решение о разработке противотанковой самоходной артиллерийской установки на базе Renault UE 2. САУ предполагалось вооружить британской пушкой калибра 57 мм QF 6-pounder. Французский офицер Норбер Жюль Андре Гальо, инженер по профессии, был назначен главным в разработке проекта истребителя танков. Для обеспечения устойчивости конструкции лёгкого бронетранспортёра во время стрельбы из столь крупного орудия был использован особый дульный тормоз конструкции Гальо и Бори, разработанный и впервые испытанный в 1919 году.

### Особенности конструкции дульного тормоза
В отличие от дульных тормозов, установленных на большинстве противотанковых орудий, направляющих поток пороховых газов в перпендикулярные направлению орудия стороны, дульный тормоз Гальо направлял этот поток преимущественно в обратную направлению орудия сторону, при этом перед выходом из дульного тормоза газы перемещались через многочисленные спиральные каналы.
В 1941 Гальо установил свою разработку на 6-фунтовую пушку. В результате огневых испытаний, проведённых в 1942 году, были выявлены преимущества и недостатки данной конструкции — отдача орудия была сокращена на 81 %, однако объём потока пороховых газов, направленных в сторону артиллерийского расчёта, принуждал к изменению конструкции. В конце 1942 года дульный тормоз был испытан вновь уже на 17-фунтовой пушке.

## Описание конструкции и испытания
В качестве демонстратора был изготовлен один прототип UE 57. Оснащённая дульным тормозом Гальо, 6-фунтовая пушка с оригинальным бронещитом, но без лафета, была установлена на заднюю часть корпуса тягача, с которой предварительно был убран грузовой контейнер для освобождения места. Орудийный щит был модифицирован приваренной к его верхней части бронеплитой для дополнительной защиты артиллерийского расчёта. Из-за предельной для бронетранспортёра массы орудия и, как следствие, нагрузки на двигатель, были значительно ухудшены ходовые характеристики машины.
Испытания показали как положительные, так и отрицательные стороны проекта — из-за почти полного сокращения энергии отдачи ствола дульным тормозом стало возможно использовать противотанковые пушки, установленные на столь лёгкую технику, по прямому назначению, однако чрезмерное воздействие давления пороховых газов могло сказаться на физиологическом состоянии людей, находящихся позади машины и не прикрытых орудийным щитом. Сам дульный тормоз являлся очень сложным по конструкционной составляющей устройством, и налаживание серийного производства стоило бы больших затрат.
Результаты испытаний были признаны неудовлетворительными, и проект по установке противотанкового вооружения на лёгкий бронетранспортёр был закрыт на стадии прототипа. Машина была обратно переоборудована в тягач.

## В массовой культуре

### В видеоиграх
Renault UE 57 представлен в следующих играх:
- World of Tanks
- World of Tanks Blitz
- Hearts of Iron IV

### В стендовом моделизме
- Китайским магазином SSMODEL выпускается модель Renault UE 57 из канифоли в масштабе 1:48. Модель отличается от реального прототипа орудием — на размерной модели установлена французская 47-мм противотанковая пушка SA 37.